# ネリー・ブレネス
ネリー・アントニオ・ブレネス・カルデナス（Nery Antonio Brenes Cárdenas、1985年9月25日 ‐ ）は、コスタリカ・リモン出身の陸上競技選手。専門は短距離走。200mで20秒20、400mの屋外で44秒60、室内の400mで45秒11の自己ベストを持つ、200mと400mのコスタリカ記録保持者。2012年イスタンブール世界室内選手権男子400mの金メダリストである。
コスタリカが生んだ世界レベルのロングスプリンター。2012年イスタンブール世界室内選手権男子400m決勝を世界歴代9位（当時）の記録となる45秒11で制して金メダルを獲得した。これは世界室内選手権で獲得したコスタリカ初のメダルであると同時に、陸上競技の世界大会で獲得したコスタリカ初の金メダルでもあった。世界室内選手権では3度のファイナリストという実績を持つが、オリンピックと世界選手権ではファイナリストになれていない。

## 経歴

### 1997年
陸上競技を始める。

### 2004年
国際大会デビューを果たし、中央アメリカ・ジュニア選手権や中央アメリカ・カリブ海ジュニア選手権の男子400mでジュニアコスタリカ新記録を樹立してメダルを獲得した。

### 2007年
2度目の世界選手権出場となった8月の大阪世界選手権では、男子400m予選を45秒01のコスタリカ新記録（当時）で突破するも、準決勝は着順で突破できる2着以内に入れず、タイムで拾われた選手とは0秒18差の全体11位で敗退した。

### 2008年
世界室内選手権初出場となった3月のバレンシア世界室内選手権では、男子400m予選を46秒45のコスタリカ新記録（当時）で突破。今までコスタリカ選手は全種目を通じて、世界室内選手権で予選を突破したことがなかったが、ブレネスは予選どころか準決勝も突破して決勝まで進出した。世界室内選手権におけるコスタリカ初のメダルがかかった決勝は、3位のクリス・ブラウンと0秒39差の4位に終わりメダルを逃した。オリンピック初出場となった8月北京オリンピックでは、男子400m準決勝で44秒94のコスタリカ新記録（当時）をマークして組4着に入るも、タイムで拾われた選手とは0秒12差の全体10位タイで敗退した。

### 2010年
2度目の世界室内選手権出場となった3月のドーハ世界室内選手権は、2大会連続で400m決勝に進出するも、3位のJamaal Torrance（英語版）と0秒12差の4位に終わり、またしてもあと一歩でメダルを逃した。7月の中央アメリカ・カリブ海競技大会では男子400mをコスタリカ新記録（当時）の44秒84で制し、中央アメリカ・カリブ海競技大会の陸上競技でコスタリカ初の金メダルを獲得した。9月にはコンチネンタルカップ男子4×400mリレーにアメリカ大陸代表チーム（ブレネス、バーショーン・ジャクソン、グレッグ・ニクソン、リカルド・チェンバース）の1走として出場し、大会記録を29年ぶりに更新する2分59秒00で優勝した。

### 2011年
10月のパンアメリカン競技大会男子400mで44秒65のコスタリカ新記録（当時）を樹立し、ルグエリン・サントス（44秒71）やラモン・ミラー（45秒01）らを破り、パンアメリカン競技大会の陸上競技でコスタリカ初の金メダルを獲得した。

### 2012年
3度目の世界室内選手権出場となった3月のイスタンブール世界室内選手権では、男子400m準決勝を46秒01のコスタリカ新記録（当時）で突破すると、決勝では準決勝でマークしたタイムを更に縮める45秒11で優勝した。このタイムは世界歴代9位（当時）のタイムであり、ブッチ・レイノルズが1993年トロント大会でマークした45秒26を更新する大会記録でもあった。コスタリカは今まで世界室内選手権でメダルを獲得したことがなかったが、初のメダル獲得が金メダルとなった。更に、オリンピックと世界選手権及びユニバーシアードなどを通じ、陸上競技の世界大会で獲得したコスタリカ初の金メダルという快挙だった。

### 2014年
前回大会チャンピオンとして臨んだ3月のソポト世界室内選手権男子400mでは、4大会連続で決勝に進出するも47秒32の6位（最下位）に終わった。

### 2016年
3月のポートランド世界室内選手権男子400mに出場すると、準決勝で46秒49の組4着に終わり、組3着とは0秒16差で5大会連続の決勝進出を逃した。6月23日のミーティング・マドリード男子400mで44秒60をマークし、自身の持つコスタリカ記録を5年ぶりに0秒05更新。更に7月10日には200mで自身のもつコスタリカ記録（20秒49）を2年ぶりに更新する20秒43をマークすると、15日に開催されたダイヤモンドリーグ・ヘラクレス男子200mでは更にタイムを縮める20秒33（+0.1）をマークし、両レースでリオデジャネイロオリンピックの参加標準記録（20秒50）を突破した。3度目のオリンピック出場となった8月のリオデジャネイロオリンピックでは、開会式でコスタリカ選手団の旗手を務めた。今大会は男子400mに加えて200mにも出場すると、最初に行われた400mは2008年北京大会以来、2度目のセミファイナリストになったが、準決勝は45秒02の組6着で敗退した。200mは予選で自身のコスタリカ記録を0秒13更新する20秒20（+0.2）をマークし、この種目初出場ながらセミファイナリストになったが、準決勝は20秒33（-0.4）の組6着で敗退した。

## 自己ベスト
（　）内の数字は風速（m/s）で、+は追い風を意味する。
| 種目 | 記録          | 年月日        | 場所             | 備考               |
| 屋外 | 屋外          | 屋外          | 屋外             | 屋外               |
| ---- | ------------- | ------------- | ---------------- | ------------------ |
| 200m | 20秒20 (+0.2) | 2016年8月16日 | リオデジャネイロ | コスタリカ記録     |
| 300m | 32秒22        | 2017年6月28日 | オストラヴァ     |                    |
| 400m | 44秒60        | 2016年6月23日 | マドリード       | コスタリカ記録     |
| 室内 |               |               |                  |                    |
| 400m | 45秒11        | 2012年3月10日 | イスタンブール   | 室内コスタリカ記録 |

## 主要大会成績
備考欄の記録は当時のもの
| 年   | 大会                                     | 場所               | 種目    | 結果   | 記録            | 備考                                |
| ---- | ---------------------------------------- | ------------------ | ------- | ------ | --------------- | ----------------------------------- |
| 2004 | 中央アメリカジュニア選手権 (en)          | サンホセ           | 200m    | 2位    | 21秒91 (-2.3)   |                                     |
| 2004 | 中央アメリカジュニア選手権 (en)          | サンホセ           | 400m    | 2位    | 48秒00          | ジュニアコスタリカ記録              |
| 2004 | 中央アメリカ・カリブ ジュニア選手権 (en) | コアツァコアルコス | 400m    | 3位    | 48秒05          | 予選47秒90：ジュニアコスタリカ記録  |
| 2004 | 中央アメリカ・カリブ選手権 (en)          | マナグア           | 400m    | 優勝   | 47秒91          |                                     |
| 2004 | 中央アメリカ・カリブ選手権 (en)          | マナグア           | 4x400mR | 優勝   | 3分16秒80 (4走) | 大会記録                            |
| 2004 | 世界ジュニア選手権                       | グロッセート       | 400m    | 予選   | DNS             |                                     |
| 2005 | 中央アメリカ選手権 (en)                  | サンホセ           | 400m    | 優勝   | 46秒42          | 大会記録                            |
| 2005 | 中央アメリカ選手権 (en)                  | サンホセ           | 4x400mR | 優勝   | 3分15秒52 (4走) | 大会記録                            |
| 2005 | 世界選手権                               | ヘルシンキ         | 400m    | 予選   | 47秒11          |                                     |
| 2006 | 中央アメリカ・カリブ海 競技大会 (en)     | カルタヘナ         | 200m    | 予選   | 21秒94 (-2.0)   |                                     |
| 2006 | 中央アメリカ・カリブ海 競技大会 (en)     | カルタヘナ         | 400m    | 予選   | 47秒57          |                                     |
| 2007 | 中央アメリカ選手権 (en)                  | サンホセ           | 200m    | 優勝   | 21秒37 (+1.4)   |                                     |
| 2007 | 中央アメリカ選手権 (en)                  | サンホセ           | 400m    | 優勝   | 47秒40          |                                     |
| 2007 | 中央アメリカ選手権 (en)                  | サンホセ           | 4x400mR | 2位    | 3分14秒32 (4走) |                                     |
| 2007 | 北中米カリブ選手権 (en)                  | サンサルバドル     | 200m    | 予選   | 25秒64 (-0.3)   |                                     |
| 2007 | 北中米カリブ選手権 (en)                  | サンサルバドル     | 400m    | 3位    | 46秒00          | コスタリカ記録                      |
| 2007 | 世界選手権                               | 大阪               | 400m    | 準決勝 | 45秒14          | 予選45秒01：コスタリカ記録          |
| 2008 | 世界室内選手権                           | バレンシア         | 400m    | 4位    | 46秒65          | 予選46秒45：室内コスタリカ記録      |
| 2008 | オリンピック                             | 北京               | 400m    | 準決勝 | 44秒94          | コスタリカ記録                      |
| 2009 | 中央アメリカ・カリブ選手権 (en)          | ハバナ             | 400m    | 4位    | 45秒92          |                                     |
| 2009 | 世界選手権                               | ベルリン           | 400m    | 予選   | DNS             |                                     |
| 2010 | 世界室内選手権                           | ドーハ             | 400m    | 4位    | 46秒55          |                                     |
| 2010 | 中央アメリカ競技大会 (en)                | パナマ             | 400m    | 優勝   | 47秒21          | 大会記録                            |
| 2010 | 中央アメリカ競技大会 (en)                | パナマ             | 4x400mR | 優勝   | 3分12秒41 (3走) | 大会記録                            |
| 2010 | イベロアメリカ選手権 (en)                | サン・フェルナンド | 400m    | 優勝   | 45秒19          |                                     |
| 2010 | 中央アメリカ・カリブ海 競技大会 (en)     | マヤグエス         | 400m    | 優勝   | 44秒84          | コスタリカ記録                      |
| 2010 | 中央アメリカ・カリブ海 競技大会 (en)     | マヤグエス         | 4x400mR | 7位    | 3分10秒21       |                                     |
| 2010 | コンチネンタルカップ (en)                | スプリト           | 4x400mR | 優勝   | 2分59秒00 (1走) | 大会記録 アメリカ大陸代表混成チーム |
| 2011 | 中央アメリカ選手権 (en)                  | サンホセ           | 400m    | 優勝   | 45秒85          | 大会記録                            |
| 2011 | 世界選手権                               | 大邱               | 400m    | 準決勝 | 45秒93          |                                     |
| 2011 | パンアメリカン競技大会 (en)              | グアダラハラ       | 400m    | 優勝   | 44秒65A         | コスタリカ記録                      |
| 2012 | 世界室内選手権                           | イスタンブール     | 400m    | 優勝   | 45秒11          | 大会記録                            |
| 2012 | オリンピック                             | ロンドン           | 400m    | 予選   | 45秒65          | 0秒04差で準決勝進出を逃す           |
| 2013 | 中央アメリカ選手権 (en)                  | マナグア           | 400m    | 優勝   | 46秒67          |                                     |
| 2013 | 中央アメリカ選手権 (en)                  | マナグア           | 4x400mR | 優勝   | 3分13秒40 (4走) |                                     |
| 2013 | 中央アメリカ・カリブ選手権 (en)          | モレリア           | 400m    | 4位    | 46秒22          |                                     |
| 2013 | 中央アメリカ・カリブ選手権 (en)          | モレリア           | 4x400mR | 6位    | 3分08秒77 (4走) | コスタリカ記録                      |
| 2013 | 世界選手権                               | モスクワ           | 400m    | 準決勝 | 46秒34          |                                     |
| 2014 | 世界室内選手権                           | ソポト             | 400m    | 6位    | 47秒32          |                                     |
| 2014 | イベロアメリカ選手権 (en)                | サンパウロ         | 400m    | 3位    | 45秒97          |                                     |
| 2014 | 中央アメリカ・カリブ海 競技大会 (en)     | ベラクルス         | 400m    | 8位    | 46秒82          |                                     |
| 2014 | 中央アメリカ・カリブ海 競技大会 (en)     | ベラクルス         | 4x400mR | 5位    | 3分08秒02 (1走) |                                     |
| 2015 | 中央アメリカ選手権 (en)                  | マナグア           | 400m    | 優勝   | 45秒43          | 予選45秒33：大会記録                |
| 2015 | パンアメリカン競技大会 (en)              | トロント           | 400m    | 4位    | 44秒85          |                                     |
| 2015 | パンアメリカン競技大会 (en)              | トロント           | 4x400mR | 7位    | 3分05秒21 (2走) | 予選3分05秒11：コスタリカ記録       |
| 2015 | 北中米カリブ選手権 (en)                  | サンホセ           | 400m    | 2位    | 45秒22          |                                     |
| 2015 | 北中米カリブ選手権 (en)                  | サンホセ           | 4x400mR | 6位    | 3分07秒34 (2走) |                                     |
| 2015 | 世界選手権                               | 北京               | 400m    | 準決勝 | 45秒41          |                                     |
| 2016 | 世界室内選手権                           | ポートランド       | 400m    | 準決勝 | 46秒49          |                                     |
| 2016 | オリンピック                             | リオデジャネイロ   | 200m    | 準決勝 | 20秒33 (-0.4)   | 予選20秒20 (+0.2)：コスタリカ記録   |
| 2016 | オリンピック                             | リオデジャネイロ   | 400m    | 準決勝 | 45秒02          |                                     |
| 2017 | 世界選手権                               | ロンドン           | 400m    | 予選   | DQ              | レーン侵害                          |
| 2018 | 世界室内選手権                           | バーミンガム       | 400m    | 予選   | DQ              | レーン侵害                          |

### ダイヤモンドリーグ
ダイヤモンドリーグの総合成績を記載。獲得ポイント欄の（　）内は出場したポイント対象レースの数を意味する。
| 年   | 種目 | 総合順位 | 獲得ポイント |
| ---- | ---- | -------- | ------------ |
| 2016 | 400m | 4位      | 10 (2レース) |

優勝したダイヤモンドリーグ個人種目の成績を記載
| 年   | 大会                 | 場所         | 種目 | 記録   | 備考                 |
| ---- | -------------------- | ------------ | ---- | ------ | -------------------- |
| 2010 | メモリアルヴァンダム | ブリュッセル | 400m | 44秒92 | ポイント対象外レース |